# 迈克尔·惠特克
迈克尔·惠特克（英語：Michael Whitaker，1960年3月17日—），英国男子马术运动员。他曾代表英国参加1984年、1992年、1996年、2000年和2016年夏季奥林匹克运动会马术比赛，其中1984年奥运会获得一枚银牌。

## 家庭
哥哥为约翰·惠特克。